# Georges Décimus
 (juin 2022).
Georges Décimus, né le 26 octobre 1955 en Guadeloupe, est le bassiste de Kassav', depuis les débuts du groupe.
Avant d'intégrer Kassav', en 1979, il faisait partie du groupe Les Huntez’s avec son ami et voisin d'enfance Jean Zénarre du groupe Chiktay, le temps d'un album,.
Georges est celui qui va dénicher les futurs membres de Kassav' comme Patrick Saint-Éloi[réf. nécessaire]. En 1982, dans son album La Vie, on y entend Patrick en chœur. Puis il s'associe avec Jacob Desvarieux pour faire des albums comme l'album Yélélé qui sort en 1984 et qui propulse véritablement le groupe avec la chanson Zouk la sé sèl médikaman nou ni. Puis en 1986 il sort Gorée avec Jacob. 
En 1991, il quitte le groupe et crée avec son ami Jeff Joseph le groupe Volt-Face. 
En 2004, il réintègre la troupe Kassav' pour la sortie de leur quatorzième opus intitulé Ktoz.

## Distinctions
- Chevalier de l'ordre des Arts et des Lettres (2020)